# Муркрофт (Вајоминг)
Муркрофт (енгл. Moorcroft) град је у америчкој савезној држави Вајоминг.

## Демографија
По попису из 2010. године број становника је 1.009, што је 202 (25,0%) становника више него 2000. године.
| Група             | 2000.       | 2010.       |
| Белци             | 786 (97,4%) | 943 (93,5%) |
| Афроамериканци    | 0 (0,0%)    | 0 (0,0%)    |
| Азијати           | 0 (0,0%)    | 1 (0,1%)    |
| Хиспаноамериканци | 11 (1,4%)   | 45 (4,5%)   |
| Укупно            | 807         | 1.009       |